# Кандомбле
Кандомбле́ (порт. Candomblé; [kɐ̃dõˈblɛ]) — афробразильская религия, в основе которой лежат африканский анимизм и поклонение духам Ориша́, связанным со стихиями, различными родами человеческой деятельности и духовными аспектами бытия.

## История
Происхождение термина «кандомбле» (в португальском языке мужского рода, иногда во множественном числе порт. Candomblés) неизвестно. Предполагается, что он появился в бразильском штате Баия в первой половине XIX века относительно собраний рабов и освобождённых рабов, а также применительно к практике магии или колдовства. 
Некоторые авторы предполагают, что деятельность такого рода имеет африканское происхождение. Согласно Рожеру Санси, Рамос и Родригес — под термином «кандомбле» традиционных домов Баии[неизвестный термин] следует понимать «религию». Дома Баии сохранили в «чистоте» африканское наследие йоруба, относительно которого большая часть синкретических культов, как, например, у макумба (Macumba), были магией или колдовством.
A. Ю. Сиим относит кандомбле к синкретическим афрохристианским культам, возникшим при симбиозе христианской культуры (католичество) с верованиями и ритуальными практиками, включающими космогонические представления, пантеон божеств и поклонение предкам африканского происхождения. 
Формально большинство последователей кандомбле, к которым относят себя многие белые бразильцы, официально исповедуют католицизм. При этом каждому ориша́ — божеству африканского происхождения — соответствует католический святой. Тем не менее, в настоящее время наблюдается активное продвижение «языческой» составляющей, а в некоторых случаях — даже африканский пуризм. 
Согласно A. Ю. Сиим, сами последователи и исследователи считают кандомбле не религией, а культом, точнее — культом предков.
Зародился в городах Салвадор и Кашуэйра, когда они являлись крупными центрами работорговли. Развивался порабощенными африканскими жрецами, привезенными вместе с их языком, культурой и традициями, между 1549 и 1888 годами.
Наиболее распространён в Бразилии, особенно в регионах с большим числом темнокожего населения (в частности, штат Баия), однако последователи этой религии есть и в других американских странах, включая Аргентину, Уругвай, Колумбию, и даже в Европе, в Португалии, Испании, Германии и т. д.. Насчитывает около 2 миллионов последователей.
В 1986 году в Гаване Жоржи Амаду встречался с Фиделем Кастро. Согласно мемуарам «Каботажное плавание», в их беседе обсуждалось то, что объединяет Бразилию и Кубу. Амаду обратил внимание на общие африканские корни кубинцев и бразильцев, на родственность их культурного синкретизма, на две ветви афробразильского культа йорубского происхождения, которое в Баие именуется кандомбле, а на Кубе — сантерия.

## Описание
Кандомбле был создан в Бразилии чернокожими рабами, вывезенными из Африки, и основан на следующих африканских верованиях:
- вера ориша народа йоруба;
- вера вуду народов эве и фон;
- вера нкиси племени банту.

Согласно A. Ю. Сиим, адепты кандомбле называют себя «народом святого» (порт. povo de santo). Культ подразделяется по региональным течениям, зависящим от имён и функций божеств пантеона, музыкального языка ритуальных барабанных ритмов и сакральных языков:
- кету — язык йоруба
- жеже — язык фон
- банту— язык киконго
- ангола — язык кимбунду

A. Ю. Сиим указывает, что эти термины следует расценивать как «псевдоэтнические», поскольку самоназвания групп и языков в Бразилии и в Африке не совпадают.
До середины XX века религия находилась под запретом бразильских властей. Белые не имели никакого представления о культе и слышали лишь отдалённый гром барабанов. Жубиаба в романе Жоржи Амаду говорил, что у белых глаз милосердия закрыт. Полиция преследовала адептов культа, наиболее активных сажала в тюрьму, изымала «орудия магии». Фактически, магия кандомбле многими воспринималась как доминирующая в городе сила, а писатели, как Маркес или Жуан ду Риу (João do Rio), утверждали что, «всеми нами управляет маг».
Основной церемонией в кандомбле является ритуальный танец под аккомпанемент национальных инструментов: атабаке и кашиши. Согласно традиции, это круговой танец самба де рода (порт. Samba de roda). Когда от многочисленного повторения одних и тех же движений танцующий впадает в транс, считается, что в него вселился один из богов ориша. Последователи кандомбле верят, что таким образом можно пообщаться с богом и очистить душу.
По данным A. Ю. Сиим, в Салвадоре насчитывается около тысячи домов кандомбле, именуемых как «дом» (порт. casa), «террейру» (порт. terreiro — двор или площадка), а также «дом (присутствия позитивной духовной) энергии» (ile axe). Большая часть террейру является официально зарегистрированными религиозно-культурными организациями с собственными офисами. Наиболее авторитетные и известные из них нанесены на карту Салвадора как достопримечательности. Каждый дом (террейру) возглавляется матерью святого (порт. mae de santo) или отцом святого (порт. pai de santo), где под святым понимается одно из божеств пантеона. Эти названия представляют кальку, заимствованную португальским языком из языка йоруба: «мать божества» (йоруба iyalorixa) и «отец божества» (йоруба babalorixa). Ранее в иерархии домов кандомбле положение матери святого было выше, чем отца, но в настоящее время наблюдается и обратная тенденция. Ниже их стоят «сыновья святого» (порт. ﬁlhos de santo) и «дочери святого» (порт. ﬁlhas de santo), из числа которых после смерти главного жреца (или жрицы) избирается новый глава дома. Обряды происходят в террейру. Эти здания с прилегающим участком земли традиционно не имеют видимых отличий, ввиду того, что в прошлом последователи кандомбле не могли собираться открыто.

## В массовой культуре
Кандомбле упоминается в романах «Маятник Фуко» Умберто Эко и «Жубиаба», «Капитаны песка», «Мёртвое море», «Лавка чудес», «Исчезновение святой», повести «Необычайная кончина Кинкаса Сгинь Вода» и новелле «Интервал для крещения Фелисио, сына Массу и Бенедиты, или Кум Огуна» Жоржи Амаду; цикле романов «Вампирские Хроники» Энн Райс, а также в фильме «Исполнитель обета» бразильского режиссёра Анселмо Дуарте по пьесе драматурга Диаша Гомеша. Макумбейро Жубиаба — заглавный персонаж «одноимённого романа» — был авторитетным целителем 1920-х годов в Салвадоре по имени Севериану Маноэл де Абреу (Severiano Manoel de Abreu).
Сюжет романа Йена Макдональда «Бразилья» связан с ритуалами кандобле.

### Научная
- Асланов Л. А., Сергеева О. А. Социокультурный феномен Бразилии // Латинская Америка. — Наука, 2005. — № 7. — С. 60—74. — ISSN 0044-748X.
- Дау, Кэрол Л. Афро-бразильская магия. — Киев: София, 1997. — 228 с.
- Добронравин Н. А. Афробразильские мусульмане вчера и сегодня // Латинская Америка. — Наука, 2011. — № 3. — С. 56—61. — ISSN 0044-748X.
- Лапицкий М. И. Афро-бразильская магия моими глазами // Латинская Америка. — Наука, 2007. — № 5. — С. 78—85. — ISSN 0044-748X.
- Сиим A. Ю. Афробразильская культура : Единство духовного и материального, синтез религии, науки и искусства (по материалам экспедиции в Бразилию и стажировки в этнографических музеях Франции) : научная статья // Материалы полевых исследований МАЭ РАН : сб. научн. ст. / Отв. ред. Фёдорова Е. Г.. — СПб. : МАЭ РАН, 2009. — Вып. 9. — С. 174—193. — 232 с. — (Материалы полевых исследований). — 200 экз. — ISBN 978-5-88431-155-8.
- Bastide, Roger. Le candomblé de Bahia. — Paris: Plon, 2001.
- Bramley, Serge. Macumba. — City Lights Books, 1994.
- Brown, Diana. Umbanda: Religion and Politics in Urban Brazil. — Columbia University Press, 1994.
- Capone, Stefania. Searching for Africa in Brazil. Power and Tradition in Candomblé. — Duke University Press, 2010.
- Carneiro, Edison. The Structure of African Cults in Bahia. — Rio de Janeiro: Civilzacao Brasileira, 1936–37..
- Gordon, Jacob U. Yoruba Cosmology And Culture in Brazil: A Study of African Survivals in the New World // Journal of Black Studies[англ.]. — 1979. — Т. 10, № 2. — С. 231—244.
- Herkovits, Melville J. The Social Organization of the Afrobrazilian Candomble // Proceedings of the Congress. — São Paulo, 1955.
- Johnson, Paul Christopher. Secrets, Gossip, and Gods The Transformation of Brazilian Candomblé. — Oxford University Press, 2002.
- Landes, Ruth[англ.]. The City of Women. — University of New Mexico Press, 1994.
- Matory, J. Lorand[англ.]. Black Atlantic Religion: Tradition, Transnationalism, and Matriarchy in the Afro-Brazilian Candomblé. — Princeton University Press, 2005.
- Matory, J. Lorand[англ.]. Gendered Agendas: The Secrets Scholars Keep about Yoruba-Atlantic Religion // Gender & History[англ.]. — 2003. — Вып. 15, № 3. — С. 409–439.
- Omari-Tunkara, Mikelle S. Manipulating the Sacred: Yoruba Art, Ritual, and Resistance in Brazilian Candomble. — Wayne State University Press, 2005.
- Reis, João José. Candomblé in Nineteenth-Century Bahia: Priests, Followers, Clients // Rethinking the African Diaspora:The Making of a Black Atlantic World in the Bight of Benin and Brazil / Mann, Kristina and Bay, Edna G. Ed. Geu Heuman and James Walvin. — Frank Cass, 2001.
- Reis, João José. Slave Rebellion in Brazil:The Muslim Uprising of 1835 in Bahia // . — Baltimore and London: Johns Hopkins University Press, 1995.
- Sansi R. Fetishes and Monuments: Afro-Brazilian Art and Culture in the 20th Century :  [англ.] / Roger Sansi. — 2nd edition. — New York : Berghahn Books ; Oxford, 2009. — 224 p. — (Berghahn Series). — ISBN 1845457110.
- Souty, Jérôme. Pierre Fatumbi Verger: Du Regard Détaché à la Connaissance Initiatique. — Paris: Maisonneuve & Larose, 2007.
- Voeks, Robert A. Sacred Leaves of Candomble: African Magic, Medicine, and Religion in Brazil.. — Austin: University of Texas Press, 1997.
- Verger, Pierre Fatumbi. . — 2nd edition. — Paris: Paul Hartmann, 1995. — 400 p. — ISBN 2-909571-13-0.
- McGowan, Chris and Pessanha, Ricardo. The Brazilian Sound: Samba, Bossa Nova and the Popular Music of Brazil. — 2nd edition. — Temple University Press, 1998. — ISBN 1-56639-545-3.
- Wafer, Jim. Taste of Blood: Spirit Possession in Brazilian Candomble. — University of Pennsylvania Press, 1991.

### Публицистика
- Бразилия. Кандомбле (недоступная ссылка) // Вокруг Света, 17.04. 2004